# Péter Gulyás
Péter Gulyás [ˈpeːtɛr ˈɡujaːʃ] (* 4. März 1984 in Várpalota, Ungarn) ist ein ehemaliger ungarischer Handballspieler. Mittlerweile ist er als Handballtrainer tätig.
Gulyás spielte ab Beginn seiner aktiven Karriere beim ungarischen Verein Telekom Veszprém auf Rechtsaußen. Dort lief er mit der Trikotnummer 3 auf, die seit seinem Karriereende nicht mehr vergeben wird. In 17 Spielzeiten erzielte er 944 Treffer in der Liga, 125 im Pokal und Supercup, 274 im Europapokal und 80 in der SEHA-Liga. 2011 war er für den katarischen al-Sadd Sports Club aktiv.
Für die ungarische Nationalmannschaft bestritt Gulyás 111 Länderspiele. Im Sommer 2012 nahm er an den Olympischen Spielen in London teil und wurde Vierter.
Nach der Saison 2016/17 beendete er seine Karriere.
Gulyás war ab der Saison 2021/22 bis zum Saisonende 2023/24 beim KC Veszprém als Co-Trainer tätig. Im Sommer 2024 übernahm er das Traineramt der Frauenmannschaft von Dunaújvárosi Kohász KA, die in der höchsten ungarischen Spielklasse antritt.

## Erfolge
- Ungarischer Meister (13): 2001, 2002, 2006, 2008, 2009, 2010, 2011, 2012, 2013, 2014, 2015, 2016, 2017
- Ungarischer Pokalsieger (10): 2002, 2007, 2009, 2010, 2012, 2013, 2014, 2015, 2016, 2017
- Europapokalsieger der Pokalsieger (1): 2008
- Sieger der SEHA-Liga (2): 2015, 2016
- EHF-Champions-League-Finalist (3): 2002, 2015, 2016